# Otočić Sveti Nikola
Otočić Sveti Nikola är en ö i Montenegro. Den ligger i den sydvästra delen av landet. Arean är 0,36 kvadratkilometer.
Terrängen på Otočić Sveti Nikola är lite kuperad. Öns högsta punkt är 108 meter över havet. Den sträcker sig 1,4 kilometer i nord-sydlig riktning, och 1,1 kilometer i öst-västlig riktning. På Otočić Sveti Nikola finns främst gräsmarker och en kyrkogård.